# 462 (szám)
A 462 (római számmal: CDLXII) egy természetes szám, binomiális együttható.

## A szám a matematikában
A tízes számrendszerbeli 462-es a kettes számrendszerben 111001110, a nyolcas számrendszerben 716, a tizenhatos számrendszerben 1CE alakban írható fel.
A 462 páros szám, összetett szám, kanonikus alakban a 21 · 31 · 71 · 111 szorzattal, normálalakban a 4,62 · 102 szorzattal írható fel. Tizenhat osztója van a természetes számok halmazán, ezek növekvő sorrendben: 1, 2, 3, 6, 7, 11, 14, 21, 22, 33, 42, 66, 77, 154, 231 és 462.
A {\displaystyle _{11 \choose 5}}, illetve a {\displaystyle _{11 \choose 6}} binomiális együttható értéke 462.
Téglalapszám (21 · 22).
Ritkán tóciens szám.
A 462 négyzete 213 444, köbe 98 611 128, négyzetgyöke 21,49419, köbgyöke 7,73061, reciproka 0,0021645. A 462 egység sugarú kör kerülete 2902,83161 egység, területe 670 554,10235 területegység; a 462 egység sugarú gömb térfogata 413 061 327,0 térfogategység.